# Walmor Battu Wichrowski
Walmor Battu Wichrowski (ur. 1920, zm. 31 października 2001), brazylijski biskup polskiego pochodzenia. Wyświęcony na księdza w 1945. Od 1958 do 1960 pomocniczy biskup diecezji Santos i tytularny biskup Sanavus. Od 1960 do 1961 biskup diecezji Nova Iguacu. Od 1961 do 1965 pomocniczy biskup diecezji Santa Maria i tytularny biskup Phelbes. W latach 1971–1972 ordynariusz diecezji Cruz Alta.
Bibliografia